# Mac Ronay
 (février 2017).
Si vous disposez d'ouvrages ou d'articles de référence ou si vous connaissez des sites web de qualité traitant du thème abordé ici, merci de compléter l'article en donnant les références utiles à sa vérifiabilité et en les liant à la section « Notes et références ».
Mac Ronay (de son vrai nom Germain Sauvard), est un magicien, comédien et artiste français né le 20 juin 1913 à Longueville (Seine-et-Marne) et mort le 21 juin 2004 à Mougins (Alpes-Maritimes).

## Biographie
Mac Ronay est un magicien comique international et acteur de cinéma. 
Il est notamment connu au music-hall pour son personnage de magicien malhabile et gauche qui rate tous ses tours et dévoile ses trucs au public, ou qui réussit des tours stupides qui n'en sont pas véritablement. Son numéro de mime de dresseur de puces mutique est resté fameux. Il apparaît encore dans ce registre parmi les invités récurrents d'une série d'émissions que présente l'imitateur breton Thierry Le Luron au début des années 1980 sur l'une des trois seules chaînes (publiques) de télévision française d'alors.
Au cinéma il commence sa carrière à l'écran par une incursion remarquée dans le meilleur cinéma italien des années 1960. 
En France il apparaît :
- dans des seconds rôles, comme celui d'un tueur à gages pince-sans-rire du film de comédie policière Les Tontons flingueurs où il compose avec Venantino Venantini un savoureux duo de porte-flingue impassibles reportant leur fidélité du défunt personnage du Mexicain du début à celui de Monsieur Fernand [Naudin] alias Lino Ventura ;

- ou dans de petites apparitions remarquées, comme celle du sommelier spasmodique du film L'Aile ou la Cuisse de Claude Zidi.

Jack Lang le nommera chevalier des Arts et des Lettres.
Mac Ronay meurt à son domicile de Mougins le lendemain de ses 91 ans.

## Filmographie partielle

### Cinéma
- 1960 : Larmes de joie (Risate di gioia), de Mario Monicelli : Le guide du métro ;
- 1960 : La Grande Pagaille (Tutti a casa) de Luigi Comencini : Evaristo Brisigoni ;
- 1961 : L'Assassin (L'Assassino) d'Elio Petri : Suicida ;
- 1962 : Deux contre tous (Due contro tutti) d'Alberto De Martino et Antonio Momplet ;
- 1962 : Toto di notte N.1 de Mario Amendola ;
- 1962 : Mon ami Benito (Il mio amico Benito) de Giorgio Bianchi : Landolfi ;
- 1962 : Un beau châssis (I motorizzati) de Camillo Mastrocinque : Le gardien ;
- 1963 : Le Jour le plus court de Sergio Corbucci : Le prestidigitateur ;
- 1963 : Les Tontons Flingueurs de Georges Lautner : Bastien ;
- 1966 : Le renard s'évade à trois heures (Caccia alla volpe) de Vittorio De Sica ;
- 1967 : La Nuit des généraux (The Night of the generals) d'Anatole Litvak (le garde du corps à la fin du film, non crédité) ;
- 1976 : L'Aile ou la Cuisse de Claude Zidi : (le sommelier tremblant de spasmes) ;
- 1978 : L'Ange gardien de Jacques Fournier (Firmin, le barman) ;
- 1984 : Le Fou du roi d'Yvan Chiffre (Lasalle) ;
- 1989 : J'écris dans l'espace de Pierre Étaix.

### Télévision
- 1966 : Paris ist eine Reise wert de Paul Martin

## Décoration
- Chevalier de l'ordre des Arts et des Lettres (1989)